# 勒希利爾 (明尼蘇達州)
勒希利爾（英語：LeHillier）是位於美國明尼蘇達州布盧厄斯縣南本德鎮區的一個非建制地區。

## 地理
勒希利爾所處的海拔為高於海平面240米（即787英呎），而該地所採用的時區為UTC-6，即北美中部時區（CST）。同時該地設有夏令時間，為UTC-6調快一小時，即UTC-5（CDT）。